# Ruslan Pidhorny
Ruslan Pidhorny –en ucraniano, Руслан Підгорний– (Vínnytsia, 25 de julio de 1977) es un deportista ucraniano que compitió en ciclismo en las modalidades de ruta y pista.
Consiguió una medalla de oro en el Campeonato Mundial de Ciclismo en Pista de 1998, en la prueba de persecución por equipos.
Ganó dos veces el Giro del Friuli Venezia Giulia, en los años 2001 y 2003. En 2011 fichó por el equipo Vacansoleil-DCM, con el que terminó su carrera profesional ese mismo año.

## Medallero internacional
| Campeonato Mundial | Campeonato Mundial | Campeonato Mundial | Campeonato Mundial      |
| Año                | Lugar              | Medalla            | Competición             |
| ------------------ | ------------------ | ------------------ | ----------------------- |
| 1998               | Burdeos ( Francia) | Medalla de oro     | Persecución por equipos |

## Palmarés
1997
- 2.º en el Campeonato de Ucrania Contrarreloj

1999
- 3.º en el Campeonato de Ucrania en Ruta

2001
- La Popolarissima
- Giro del Friuli Venezia Giulia

2002
- 2.º en el Campeonato de Ucrania en Ruta

2003
- Giro del Friuli Venezia Giulia, más 1 etapa

2004
- Giro del Medio Brenta

2006
- Trofeo Matteotti

2007
- 2.º en el Campeonato de Ucrania en Ruta
- 1 etapa del Brixia Tour

2008
- Campeonato de Ucrania en Ruta
- 1 etapa de la Vuelta a Austria

2009
- 3.º en el Campeonato de Ucrania en Ruta

2010
- 2.º en el Campeonato de Ucrania en Ruta

## Resultados en Grandes Vueltas y Campeonatos del Mundo
| Carrera         | Carrera         | 2000  | 2001 | 2002  | 2003 | 2004 | 2005 | 2006 | 2007 | 2008 | 2009 | 2010 | 2011  |
| --------------- | --------------- | ----- | ---- | ----- | ---- | ---- | ---- | ---- | ---- | ---- | ---- | ---- | ----- |
|                 | Giro de Italia  | —     | —    | —     | —    | —    | —    | —    | —    | —    | Ab.  | —    | —     |
|                 | Tour de Francia | —     | —    | —     | —    | —    | —    | —    | —    | —    | —    | —    | —     |
|                 | Vuelta a España | —     | —    | —     | —    | —    | —    | —    | —    | —    | —    | —    | 101.º |
| Mundial en Ruta | Mundial en Ruta | 108.º | —    | 119.º | —    | —    | —    | 63.º | —    | —    | —    | —    | —     |

―: no participa

Ab.: abandono

## Equipos
- De Nardi-Pasta Montegrappa (2002)
- LPR-Piacenza Management (2004)
- Team Tenax (2005-2007)
- LPR Brakes (2008)
- ISD-Neri (2009-2010)
- Vacansoleil-DCM (2011)